# Abigail (cratère)
Pour les articles homonymes, voir Abigail.
Cette page contient des caractères spéciaux ou non latins. S’ils s’affichent mal (▯, ?, etc.), consultez la page d’aide Unicode.
Abigail est un cratère de la planète Vénus situé à une latitude de -52,2° et une longitude de 111,2°. Ce cratère possède un diamètre de 18,4 kilomètres. L'origine de son nom est le prénom usuel féminin Abigaïl en hébreu ,.